# Matteo Ruggeri
Pour les articles homonymes, voir Ruggeri.
Matteo Ruggeri, né le 11 juillet 2002 à San Giovanni Bianco en Italie, est un footballeur italien, qui évolue au poste d'arrière gauche à l'Atlético de Madrid.

## Biographie

### En club
Né à San Giovanni Bianco en Italie, Matteo Ruggeri rejoint l'Atalanta Bergame en 2011 et y poursuit sa formation. 
En septembre 2020 il est appelé à plusieurs reprises avec l'équipe première, et fait quelques apparitions sur le banc sans entrer en jeu. Le 3 novembre 2020, Matteo Ruggeri joue son premier match en professionnel, lors d'une rencontre de Ligue des champions perdue face au Liverpool FC (0-5). Il fait sa première apparition en Serie A le 8 novembre suivant contre l'Inter Milan. Il fête également sa première titularisation ce jour-là et les deux équipes se séparent sur un match nul (1-1).
Le 27 juillet 2021, Matteo Ruggeri est prêté pour une saison à l'US Salernitana.

### En équipe nationale
Avec l'équipe d'Italie des moins de 17 ans, Ruggeri participe au championnat d'Europe des moins de 17 ans en 2019 qui se déroule en Irlande. Lors de cette compétition il joue quatre matchs. Il se fait notamment expulsé face au Portugal (l'Italie s'impose tout de même 1-0 ce jour-là. Son équipe atteint la finale face aux Pays-Bas. Il participe à cette rencontre mais l'Italie s'incline ce jour-là (4-2).
Ruggeri est à nouveau sélectionné avec les moins de 17 ans pour participer à la coupe du monde des moins de 17 ans en 2019 où il joue trois matchs. Les jeunes italiens s'inclinent en quarts de finale face au Brésil.

### Style de jeu
Décrit comme un défenseur latéral offensif, Matteo Ruggeri avoue aimer se projeter vers l'avant et dit s'inspirer de joueurs tels que Marcos Alonso ou Leonardo Spinazzola.

## Statistiques
Le tableau ci-dessous retrace la carrière de Matteo Ruggeri depuis ses débuts :

### Statistiques détaillées
| Saison                | Club                  | Championnat           | Championnat | Championnat | Championnat | Coupe(s) nationale(s) | Coupe(s) nationale(s) | Coupe(s) nationale(s) | Supercoupe | Supercoupe | Supercoupe | Compétition(s) continentale(s) | Compétition(s) continentale(s) | Compétition(s) continentale(s) | Compétition(s) continentale(s) | Total | Total | Total |
| Saison                | Club                  | Division              | M.          | B.          | P.d.        | M.                    | B.                    | P.d.                  | M.         | B.         | P.d.       | Comp.                          | M.                             | B.                             | P.d.                           | M.    | B.    | P.d.  |
| 2020-2021             | Atalanta Bergame      | Serie A               | 6           | 0           | 0           | -                     | -                     | -                     | -          | -          | -          | C1                             | 2                              | 0                              | 0                              | 8     | 0     | 0     |
| 2022-2023             | Atalanta Bergame      | Serie A               | 15          | 0           | 0           | -                     | -                     | -                     | -          | -          | -          | -                              | -                              | -                              | -                              | 15    | 0     | 0     |
| 2023-2024             | Atalanta Bergame      | Serie A               | 34          | 0           | 4           | 4                     | 0                     | 0                     | -          | -          | -          | C3                             | 10                             | 2                              | 1                              | 48    | 2     | 5     |
| 2024-2025             | Atalanta Bergame      | Serie A               | 30          | 0           | 3           | -                     | -                     | -                     | 1          | 0          | 0          | C1                             | 6                              | 0                              | 0                              | 37    | 0     | 3     |
| Sous-total            | Sous-total            | Sous-total            | 85          | 0           | 7           | 4                     | 0                     | 0                     | 1          | 0          | 0          | -                              | 18                             | 2                              | 1                              | 108   | 2     | 8     |
| 2021-2022             | US Salernitana (prêt) | Serie A               | 14          | 0           | 0           | 1                     | 0                     | 1                     | -          | -          | -          | -                              | -                              | -                              | -                              | 15    | 0     | 1     |
| 2025-2026             | Atlético Madrid       | Liga                  | 1           | 0           | 0           | -                     | -                     | -                     | -          | -          | -          | C1                             | -                              | -                              | -                              | 1     | 0     | 0     |
| Total sur la carrière | Total sur la carrière | Total sur la carrière | 100         | 0           | 8           | 5                     | 0                     | 1                     | 1          | 0          | 0          | -                              | 18                             | 2                              | 1                              | 124   | 2     | 10    |

## Palmarès

### En club
- Atalanta Bergame
  - Ligue Europa
    - Vainqueur : 2024

  - Coupe d'Italie
    - Finaliste : 2021 et 2024

### En sélection
- Italie - 17 ans
  - Euro - 17 ans
    - Finaliste : 2019